# Roll Over Beethoven/Drifting Heart
Roll Over Beethoven/Drifting Heart è un singolo di Chuck Berry pubblicato nel 1956 dalla Chess Records.

## Descrizione
Roll Over Beethoven è il primo brano in cui Chuck Berry utilizza l'introduzione chitarristica che poi diventerà tipica in moltissimi altri brani
Drifting Heart è un brano a tempo di bolero; la canzone venne scritta in quattro mesi imitando lo stile di Nat King Cole
Roll Over Beethoven venne inclusa nell'album Rock, Rock, Rock, pubblicato a dicembre dello stesso anno, mentre Drifting Heart fu inclusa in After School Session del maggio 1957.

## Tracce
LATO A
1. Roll Over Beethoven – 2:30 (Chuck Berry; edizioni musicali Arc Music)

LATO B
1. Drifting Heart – 2:48 (Chuck Berry; edizioni musicali Arc Music)

## Formazione
- Chuck Berry: voce, chitarra
- Johnnie Johnson: pianoforte
- Willie Dixon: basso elettrico
- Fred Below: batteria